# Les Candases
Les Candases es como se conoce popularmente al grupo de 8 mujeres asturianas que el 2 de junio de 1938 fueron fusiladas y después arrojadas al mar desde el Cabo de Peñas por las tropas franquistas durante la guerra civil española. Pertenecían a la industria conservera de Candás y algunas fueron torturadas y violadas por los falangistas durante su detención por ser familiares de republicanos relacionados con el Frente Popular.

## Historia
En mayo de 1938, el negociado de orden público del Ayuntamiento de Carreño creó una lista de señalados que habían huido y formaban parte de directivas de partidos de izquierdas afectos al Frente Popular. En otra carta recibida ese mismo día, se incluye una relación de 23 personas de Carreño que se pensaba que hubieran huido a Francia o poblaciones de Levante tras haber formado parte de los concejos durante el período rojo.
Ante la sospecha de que no todos quienes se consideraban fugados realmente habían huido, el 10 de mayo de 1938 inició su búsqueda. Finalmente, el 1 de junio de 1938, se produjo una redada en la que se detuvo a ocho mujeres, en las que todas, menos María Fernández Menéndez, tenían relación directa con tres de los fugados.
En la lista, se afirmaba que Anselmo “El Rondón” era uno de los fugados, pero en la redada del 1 de junio descubrieron que se ocultaba en un zulo en casa de su madre, Secunda Rodríguez, con sus hermanos, José Aser y Guillermo, y su tía Águeda, que de manera inconsciente, lo delató. Los falangistas acudieron a la casa detenerlo, pero este huyó y uno de los falangistas murió por los disparos de sus compañeros. El Rondón fue acusado de esa muerte, y la Falange le detuvo en el centro de la Brigada de Investigación y Vigilancia, junto a su madre, dos hermanos y una vecina, Rita Fernández Suárez “La Camuña”. La mujer de Anselmo, Rosaura Muñiz González, al descubrir las torturas a las que sometieron a los detenidos, por lo que también fue arrestada.
El  líder sindical de la CNT en Candás y trabajador de la fábrica de conservas Alfageme, Ángel López Artime, conocido como Ángel el de Aurea, fue otros de los huidos. Los falangistas detuvieron a su madre, Áurea Artime García, y a sus hermanas, Balbina y Plácida López Artime como medida de presión para encontrar su paradero. Ángel el de Aurea pidió ayuda al cura de Piedeloro cuando se enteró de esta circunstancia, pero este le delató, por lo que también le detuvieron.
Daría González Pelayo fue detenida también el 1 de junio de 1938 como medida de presión para localizar a su hijo, Félix Menéndez González, que se encontraba oculto en una casa de El Regueral y quien aunque se entregó, no logró que liberaran a su madre.
María Fernández Menéndez, “La Papona”, era la encargada de la fábrica de conservas Albo y miembro del comité de empresa de UGT. La noche del 1 de junio de 1938, registraron su casa y los franquistas descubrieron a uno de los hombres que se creía fugados, aunque se desconoce la identidad. La Papona fue llevada al centro de la Brigada de Investigación y Vigilancia, donde fue torturada y vejada durante toda la noche.
El 2 de junio, al día siguiente de la redada, un camión que transportaba a los 13 detenidos salió desde Candás hasta el Cabo Peñas. En lo alto del acantilado, fueron fusilados y lanzados al mar Áurea Artime García (76 años), Balbina López Artime (34 años), Daría González Pelayo (62 años), María Fernández Menéndez “La Papona” (46 años), Plácida López Artime  (31 años), Rosaura Muñiz González (58 años), Rita Fernández Suárez “La Camuña” (21 años) y Secunda Rodríguez (59 años), conocidas desde entonces como les Candases, además de otros cinco hombres, Emilio Álvarez Rodríguez (57 años), Anselmo Álvarez Rodríguez (33 años), José Aser Álvarez Rodríguez (30 años), Guillermo Álvarez Rodríguez (16 años) y Félix Menéndez González.
Durante los siguientes días, todos los cadáveres fueron devueltos a la costa, lo que creó una gran conmoción entre la población. El párroco de Luanco dio parte de esta circunstancia a la Falange, por lo que decidieron que las siguientes ejecuciones se realizarían en el cerro de San Antonio en lugar de en el Cabo Peñas.
Los restos mortales de Les Candases y los hombres ejecutados fueron enterrados en los cementerios de Bañugues y Vodio, además de en alguna fosa. En ese momento, solo pudieron ser identificados los restos mortales de Rosaura Muñiz González, ya que sus hermanas la reconocieron por el número que llevaba bordado en su uniforme de trabajadora de la fábrica de conservas Alfageme.
En la primavera de 2017, la Asociación para la Recuperación de la Memoria Histórica, con el equipo de la Sociedad de Ciencias Aranzadi dirigido por el antropólogo forense Francisco Etxebarría, se iniciaron los trabajos de exhumación y se analizaron los restos, pero solo fue posible identificar los restos de Daría González Pelayo.

## Les Candases
- Secunda Rodríguez Fernández, nació el 22 de febrero de 1878 en Candás. Se casó con Emilio Álvarez Rodríguez y era madre de “Los Rondones”, Anselmo, José Aser y Guillermo. Su hermana, Águeda, que tenía problemas psíquicos desde el fallecimiento de su padre, también vivía con ella.[1]
- Rita Fernández Suárez, conocida como “Rita la Camuña”, nació el 7 de junio de 1917 en Candás. Vivía con sus padres y hermanas en la Calle Paraguay de la localidad. Trabajaba como conservera. Durante la guerra civil española, junto a José Aser “el Rondón”, llevó el Socorro Rojo Internacional a Candás.[1]
- Rosaura Muñiz González, nació en 1880 en Candás, donde vivía en la calle Carlos Albo. Era trabajadora en Conservas Alfageme.  Se casó con Lino Rodríguez Fernández y tuvieron seis hijos: Juan, Joaquín, Rosaura, Consuelo, Clementa y Ángeles. Sus cuatro hijas eran militantes de la CNT por lo que fueron evacuadas antes de las tropas franquistas tomaran Asturias. Dos de ellas, Clementa y Consuelo, se casaron con dos de “Los Rondones”, José Antonio y Anselmo.[1]
- Aurea Artime García nació en 1862 en Candás. Se casó con Victoriano López, de quien enviudó y con quien tuvo seis hijos, entre los que se encontraba Ángel López Artime “Ángel de Áurea”, obrero de Conservas Alfageme y militante de la CNT, fugado en los cercanos montes de Piedeloro.[1]
- Balbina (2 de julio de 1903) y Plácida López Artime (6 de mayo de 1905), ambas nacidas en Candás, eran hijas de Áurea Artime García. Trabajaban como obreras en Conservas Alfageme y eran militantes de la CNT.[1]
- Daría González Pelayo, nació el 1 de noviembre de 1875 en Candás. Casada con Rufino Menéndez, había enviudado. Tuvo tres hijos: Félix, María y Rufino. Los dos varones tuvieron cargos de importancia en la célula local del Partido Comunista. María y Rufino lograron escapar a Cataluña durante la guerra. Su hijo Félix Menéndez González, latero de otra fábrica conservera de Candás, se encontraba oculto en una casa de El Regueral cuando detuvieron a Daría González. Aunque se entregó, no logró que liberaran a su madre.[1]
- María Fernández Menéndez “La Papona”, nació el 6 de octubre de 1891 en Candás. Era encargada de la fábrica de Conservas Albo y pertenecía al comité de empresa, en representación de UGT. Tenía una relación sentimental con José Villayón García, y con él tuvo una hija, María del Carmen.[1]

## Reconocimientos
En otoño de 2018 se instaló una placa en honor de Les Candases en la ladera de San Antonio, junto con un versos de Miguel Hernández que fueron traducidos al asturiano. Desde 2019, una plaza de Candás se llama plaza de Les Candases.
En 2020, se estrenó el documental "La historia olvidada de les candases", de  J.K. Álvarez, que narra la historia de las conserveras ejecutadas. El documental nació a petición del Ayuntamiento de Carreño, en su deseo de documentar y visibilizar la represión franquista que sufrieron las trabajadoras de las industrias de conserva de Candás durante la guerra civil española.